# 47RONIN -ザ・ブレイド-
『47RONIN -ザ・ブレイド-』（原題：Blade of the 47 Ronin）は、2022年製作のアメリカ合衆国のアクションファンタジー映画。
ジョン・スウェットナムら三者によって執筆された共同脚本をもとにして、ロン・ユアンが監督した作品。
2013年に公開された『47RONIN』の続編だが、舞台を前作の300年後へと移し、四十七士の最後の子孫とサムライを滅ぼそうと企む邪悪な呪術師との戦いを描く。
『47RONIN -ザ・ブレイド-』は、アメリカ合衆国ではNetflixオリジナル映画として2022年10月25日に公開された。
日本では、2023年3月8日にブルーレイとDVDがリリースされた。

## キャスト
※括弧内は日本語吹替。
- ルナ - アナ・アカナ（英語版）（弘松芹香）
- シンシロ卿 - マーク・ダカスコス（てらそままさき）
- オナミ - テレサ・ティン（合田絵利）
- リオ - マイク・モー（英語版）（森宮隆）
- ニッコウ卿 - ダスティン・ヌエン（英語版）（佳月大人）
- サン - ヨッシー・スダルソ（英語版）
- マイ - 藤本ルナ
- アライ卿 - クリス・パン（英語版）
- Yurei - ダニエル・サウスワース
- アヤ - 福山智可子
- イケダ - 小家山晃
- ダッシュ - 古畑新之
- ハルキ - Dai Tabuchi
- Dancer - Alexandra Tóth

## リリース
本作は、2022年10月25日にNetflixオリジナル作品としてUniversal Filmed Entertainment Groupからストリーミング配信で公開された。

## 展望
2022年10月、ストリーミング配信において本作が好評だったことから、更なる続編となる3作目の企画が進行中であることが発表された。